# شو آیکاوا
شو آیکاوا (انگلیسی: Show Aikawa؛ زادهٔ ۲۴ مهٔ ۱۹۶۱) هنرپیشه اهل ژاپن است. از فیلم‌هایی که وی در آن نقش داشته است، می‌توان به مارماهی و تئاتر وحشت یاکوزا: سر گاو اشاره کرد.